# Pierre Lanusse
Pour les articles homonymes, voir Lanusse.
Pierre Lanusse (dit Robert Lanusse), né le 21 novembre 1768 à Habas (France), mort le 3 mai 1847 à Versailles, est un général français de l’Empire.

## Biographie
Il entre comme lieutenant dans la compagnie franche dite des Républicains, organisée à Oloron le 1er mai 1793. Cette compagnie ayant été faite prisonnière de guerre, Lanusse s'évade et rentre au service comme volontaire auprès du général François Lanusse son frère, le suit en Italie et devient son aide-de-camp.
Attaché depuis au 4e régiment de chasseurs à cheval, il fait la campagne d'Égypte, est nommé capitaine par Kléber, rentre en France après la mort de son frère, est aide-de-camp de Murat, chef d'escadron et membre de la Légion d'honneur, puis colonel du 17e régiment d'infanterie de ligne après la bataille d'Austerlitz ; il commande la 1re division du 3e corps à Iéna, se distingue à l'affaire de nuit de Czarnowo (en) en 1806, au passage de la Wkra, à Golymin, à la bataille d'Eylau.
Nommé officier de la Légion d'honneur, blessé à la bataille d'Heilsberg, chevalier de la Couronne de Fer, général de brigade le 17 juillet 1808, il est autorisé à cette époque à passer au service du grand-duc de Berg, suit ce prince à Naples, y est nommé général de division, grand maréchal du Palais, puis commandant de la garde royale napolitaine en 1810. Il y est reçu Grand dignitaire de l'Ordre royal des Deux-Siciles. Il épouse à Naples la fille du maréchal-comte Pérignon.
Rentré en France comme général de brigade, il fait la campagne de Russie en qualité d'adjudant-général de la Garde impériale, est nommé commandeur de la Légion d'honneur le 14 mai 1813, et général de division le 4 août suivant, commande en second à Magdebourg pendant les dix mois de blocus, rentre en France en juin 1814, reçoit la croix de Saint-Louis et est mis en disponibilité.
Pendant les Cent-Jours, il commande la 3e division à Metz ; inspecteur général d'infanterie en 1816, 1818 et 1821, membre de la commission du projet de Code de justice militaire en 1822, il commande la 6e division de Besançon en 1823 ; mis en disponibilité le 4 août 1830 et à la retraite le 1er décembre 1833, il se retire à Versailles et y meurt le 3 mai 1847.

## État de service
- 26 décembre 1805 : colonel du 17e régiment d'infanterie de ligne
- 17 juillet 1808 : général de brigade
- 1er octobre 1808 : général de division au service du royaume de Naples
- 4 août 1813 : général de division au service de la France

Blessé au combat le 10 juin 1807

## Décorations et titres
- 26 avril 1810 : Baron de l'Empire
- 14 mai 1813 : commandeur de la Légion d'honneur

## Sources
- Notices d'autorité :   - VIAF
  - ISNI
  - BnF (données)
  - IdRef
  - GND
- « Pierre Lanusse », dans Charles Mullié, Biographie des célébrités militaires des armées de terre et de mer de 1789 à 1850, 1852 [détail de l’édition]
- « Cote LH/1474/47 », base Léonore, ministère français de la Culture